# Mambo (Botswana)
Mambo – wieś w Botswanie w dystrykcie North East. Według spisu ludności z 2011 roku wieś liczyła 569 mieszkańców.